# 延岡市立土々呂小学校
延岡市立土々呂小学校（のべおかしりつ ととろしょうがっこう）は、宮崎県延岡市土々呂町一丁目にある公立小学校。
港町である土々呂の市街地北端に位置し、どちらかと言えば土々呂より一ヶ岡ニュータウンに近い。但しニュータウン内には、延岡市立一ヶ岡小学校が別にある。

## 沿革
- 1887年 - 伊形、土々呂小学校が合併し、簡易土々呂小学校として開校。
- 1892年 - 土々呂小学校に改称。
- 1907年 - 高等科を設置し、土々呂尋常高等小学校に改称。
- 1926年 - 名水尋常高等小学校が廃止され、本校の名水分校とする。
- 1939年 - 名水分校が、名水尋常小学校として分離。
- 1941年 - 土々呂国民学校に改称。
- 1946年 - 延岡市立土々呂小学校に改称。
- 1972年4月1日 - 児童数の増加に伴い、一ヶ岡小学校を分離。

## 概要
- 児童数341名
- 学級数13個（通常学級12、特別支援学級1）
- 職員数20名

（2009年4月1日現在）

## 通学区域
- 土々呂町一丁目、二丁目、三丁目、四丁目、五丁目、六丁目
- 松原町一丁目、二丁目、三丁目、四丁目
- 南一ケ岡五丁目、六丁目、七丁目
- 櫛津町
- 新浜町二丁目
- 妙見町の一部

## 周辺
- 延岡市伊形支所
- 延岡市立土々呂中学校
- 土々呂臨海公園
- 土々呂郵便局
- 土々呂港
- 国道10号

## アクセス
- JR日豊本線 旭ヶ丘駅から南へ1.2km
- 宮崎交通 土々呂公園前バス停から西へ50m
- 宮崎県道49号北方土々呂線沿い